# Filippo Volandri
Filippo Volandri (Livorno, Italija, 5. rujna 1981.) umirovljeni je talijanski tenisač. 

## Teniska karijera
Volandri se tenisom počeo profesionalno baviti 1997. godine. Uz ATP turnire, tenisač je istovremeno nastupa i na challengerima u kojima je uspješniji. Prvo ATP finale, Filippo Volandri je izborio 2003. godine na turniru u Umagu gdje je poražen od Carlosa Moye, četverostrukog pobjednika ovog turnira.
Talijanski tenisač 2004. osvaja svoj prvi turnir u St. Pöltenu. Iste godine je nastupio u svojem drugom finalu Croatia Opena u kojem je ponovo poražen. Također, Volandri je igrao u tri uzastopna finala ATP Palerma a pobjednikom je postao tek u svojem posljednjem nastupu. To je ujedno bio i posljednji teniski turnir koji se održavao u Palermu nakon čega je ukinut.
Na Mastersu u Rimu iz 2007. godine, Volandri je pristupio turniru preko "divlje pozivnice". Tamo je napravio senzaciju pobijedivši Rogera Federera s 6-2, 6-4 a pobjedu je proslavio trčeći pobjednički krug na centru teniskog terena.

## Kontroverze
Volandri je svojevremeno bio osumnjičen za klađenje i namještanje te je njegovo ime bilo uvršeno na popis tenisača za koje se sumnja da su im teniski mečevi namješteni.
U siječnju 2009. tenisaču je ATP udruga zbog dopinga dala tromjesečnu zabranu nastupanja nakon što mu je 13. ožujka 2008. na Indian Wellsu otkriven salbutamol u krvi. Unatoč tome što je imao liječničku dozvolu za korištenje salbutamola u svrhu liječenja astme, ITF je smatrao da primjena lijeka nije bila u terapijske svrhe.
Volandriju je tromjesečna suspenzija završila 14. travnja 2009. te su mu oduzeti svi bodovi i zarađeni novac koje je osvojio od otkrića dopinga na Indian Wellsu pa sve do početka suspenzije.
Sportski arbitražni sud je u ožujku 2009. donio odluku da se Volandriju vrate bodovi i zarada koji su mu prethodno oduzeti. Zbog toga je talijanski tenisač izjavio da namjerava tužiti ATP.
2011. godine Jedinica za teniski integritet je sastavila dva popisa tenisača koji su pod istragom i onih koji su sumnjivi zbog namještanja teniskih mečeva. Na popisu igrača pod istragom bio je i Volandri zajedno uz Andreasa Seppija, Nikolaja Davidenka, Janka Tipsarevića, Michaëla Llodru, Victorije Azarenke, Agnieszke Radwańske i drugih.

## ATP finala

### Pojedinačno (2:7)
| Ishod   | Datum             | Turnir                  | Podloga | Protivnik        | Rezultat      |
| ------- | ----------------- | ----------------------- | ------- | ---------------- | ------------- |
| Poraz   | 21. srpnja 2003.  | Umag, Hrvatska          | zemlja  | Carlos Moyá      | 4–6, 6–3, 5–7 |
| Pobjeda | 17. svibnja 2004. | St. Pölten, Austrija    | zemlja  | Xavier Malisse   | 6–1, 6–4      |
| Poraz   | 19. srpnja 2004.  | Umag, Hrvatska          | zemlja  | Guillermo Cañas  | 5–7, 3–6      |
| Poraz   | 27. rujna 2004.   | Palermo, Italija        | zemlja  | Tomáš Berdych    | 3–6, 3–6      |
| Poraz   | 26. rujna 2005.   | Palermo, Italija        | zemlja  | Igor Andrejev    | 6–0, 1–6, 3–6 |
| Poraz   | 13. veljače 2006. | Buenos Aires, Argentina | zemlja  | Carlos Moyá      | 6–7(6–8), 4–6 |
| Poraz   | 11. rujna 2006.   | Bukurešt, Rumunjska     | zemlja  | Jürgen Melzer    | 1–6, 5–6      |
| Pobjeda | 25. rujna 2006.   | Palermo, Italija        | zemlja  | Nicolás Lapentti | 5–7, 6–1, 6–3 |
| Poraz   | 19. veljače 2012. | São Paulo, Brazil       | zemlja  | Nicolás Almagro  | 3–6, 6–4, 4–6 |

## Nastupi na Grand Slam turnirima

### Pojedinačno
| \| Grand Slam turnir \| 2003. \| 2004. \| 2005. \| 2006. \| 2007. \| 2008. \| 2009. \| 2010. \| 2011. \| 2012. \| 2013. \| Skor \| \| ----------------- \| ----- \| ----- \| ----- \| ----- \| ----- \| ----- \| ----- \| ----- \| ----- \| ----- \| ----- \| ---- \| \| Australian Open \| NN \| 2K \| 1K \| 1K \| 1K \| 1K \| NN \| NN \| 1K \| 1K \| 1K \| 1–8 \| \| Roland Garros \| 1K \| 1K \| 3K \| 2K \| 4K \| 1K \| Q2 \| NN \| 1K \| 1K \| \| 6–8 \| \| Wimbledon \| 1K \| 2K \| 1K \| 1K \| 1K \| 1K \| NN \| NN \| 1K \| 1K \| \| 1–8 \| \| US Open \| 1K \| 2K \| 1K \| 1K \| 1K \| NN \| NN \| NN \| 1K \| 1K \| \| 1–7 \| 1. 2. 3. 4. 5. 6. 7. 8. 9. - Profil tenisača na ATP World Tour.com - Volandrijeve službene web stranice |       |       |       |       |       |       |       |       |       |       |       |      |
| Grand Slam turnir | 2003. | 2004. | 2005. | 2006. | 2007. | 2008. | 2009. | 2010. | 2011. | 2012. | 2013. | Skor |
| Australian Open | NN    | 2K    | 1K    | 1K    | 1K    | 1K    | NN    | NN    | 1K    | 1K    | 1K    | 1–8  |
| Roland Garros | 1K    | 1K    | 3K    | 2K    | 4K    | 1K    | Q2    | NN    | 1K    | 1K    |       | 6–8  |
| Wimbledon | 1K    | 2K    | 1K    | 1K    | 1K    | 1K    | NN    | NN    | 1K    | 1K    |       | 1–8  |
| US Open | 1K    | 2K    | 1K    | 1K    | 1K    | NN    | NN    | NN    | 1K    | 1K    |       | 1–7  |